# Otto II av Brandenburg
Otto II av Brandenburg, kallad Otto den givmilde, tyska: Otto der Freigiebige, född efter 1147, död 4 juli 1205, var från 1184 till sin död regerande markgreve av Brandenburg.

## Biografi
Otto II var den tredje markgreven av Brandenburg av huset Askanien, efter sin farfar Albrekt Björnen och sin far Otto I. Hans mor var Judyta av Polen, dotter till hertig Boleslav III av Polen.
Han efterträdde sin far Otto I som markgreve av Brandenburg vid dennes död 1184, och fortsatte faderns politik av expansion och konsolidering i Brandenburg. Under Otto II:s tid utökades den tyska kolonisationen till landskapen Barnim, Ruppin och Teltow. Han genomförde fälttåg mot konkurrerande västslaviska furstar i regionen och mot Pommern och Rügen 1198-1199, som då var ockuperade av kung Knut VI av Danmark, och undsatte det belägrade Hamburg. 1200 och 1203 stödde Otto II kung Filip av Schwaben av huset Hohenstaufen i maktkampen mot motkungen Otto IV av huset Welf.
Otto II avled 1205 och efterträddes av sin yngre bror Albrekt II.

## Galleri

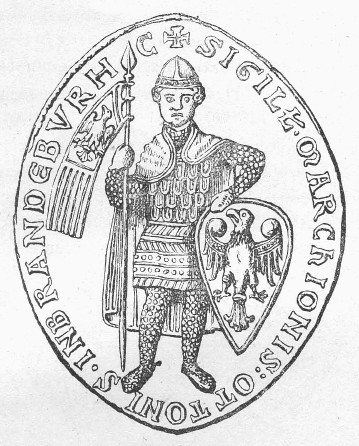
Otto II:s sigill som markgreve av Brandenburg. Inskriptionen lyder: SIGILL MARCHIONIS OTTONIS IN BRANDEBVHRC (Markgreve Otto i Brandenburgs sigill).
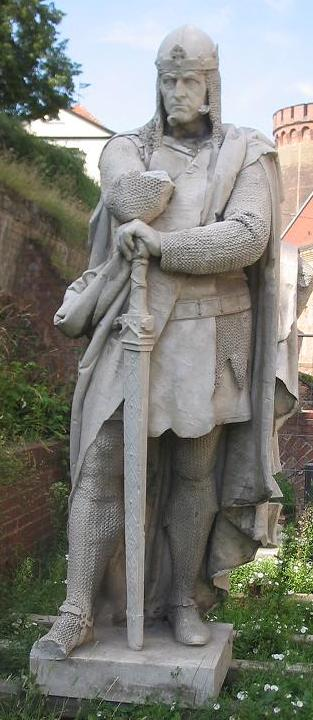
Otto II av Brandenburg, skulptur av Joseph Uphues. Statyn stod ursprungligen i Siegesallee i Berlin och finns sedan 2009 i Zitadelle Spandau.